# Omfartsvej nord om Tirstrup
|  | Denne artikel beskriver en fremtidig begivenhed Denne artikel eller sektion handler om planlagt eller forventet fremtidig begivenhed. Der kan forekomme spekulativ information, og indholdet kan ændres dramatisk når begivenheden nærmer sig og mere information bliver tilgængelig. |

 Omfartsvej nord om Tirstrup  er en kommende omfartsvej der skal gå nord om Tirstrup. 
Omfartsvejen bliver ca. 4 km lang og er en del af primærrute 15 der går i mellem Søndervig og Grenaa.
Omfartsvejen starter i Århusvej og går nord om Tirstrup, den går derefter syd om Sønderskov og passerer Vesterkærvej og derefter syd om Nørreskov og passerer Hybenbakken. 
Vejen ender i Århus Landevej primærrute 15 som går mod Grenaa. 